# Danalia longicollis
Danalia longicollis är en kräftdjursart som först beskrevs av Robby August Kossmann 1880.  Danalia longicollis ingår i släktet Danalia och familjen Cryptoniscidae.
Artens utbredningsområde är Röda havet. Inga underarter finns listade i Catalogue of Life.